# Open Source Initiative

Логотип OSI

Open Source Initiative (OSI) (укр. ініціатива відкритих джерел) — некомерційна організація, створена для просування відкритого програмного забезпечення.
Організація була заснована в лютому 1998 року Брюсом Перенсом та Еріком Реймондом, коли Netscape Communications Corporation опублікувала джерельний код Netscape Communicator як ВПЗ через зниження прибутку й конкуренцію з Microsoft Internet Explorer.
Реймонд був президентом від її створення до лютого 2005; Рус Нельсон замінював його один місяць, але після деяких суперечок він подав у відставку і Майкл Тіменн став тимчасовим президентом.
З самого початку свого існування OSI була організацією, що складається з невеликої ради.  Основною діяльністю OSI була пропаганда Open Source, а також схвалення відкритих ліцензій, які не суперечили визначенню «відкритий початковий код», сформованому нею ж. Тоді основною областю діяльності OSI була перевірка ліцензій на предмет відповідності критеріям Open Source.
У 2011 було проголошено реформування організації, після якої OSI сподівається забезпечити роботу єдиного дорадчого органу, в якому різні учасники руху Open Source зможуть виробити рішення від імені всієї спільноти в питаннях, які зачіпають усіх, наприклад, при виникненні загроз можливого патентного тиску на відкрите ПЗ. Крім того, OSI візьме на себе роль сполучної ланки між різними частинами співтовариства для організації тіснішої співпраці й займеться просвітницькою діяльністю, пов'язаною з роз'ясненням суті Open Source.
Серед спільнот, що приєдналися до роботи з OSI, можна відзначити Apache Software Foundation, Creative Commons, Debian, Drupal, Eclipse Foundation, FreeBSD Foundation, Joomla!, GNOME Foundation, KDE, Linux Foundation, Mozilla Foundation. Ці спільноти більше зосереджені на розв'язанні технічних проблем, тоді як OSI краще справляються з врегулюванням політичних питань, таких як протистояння поширюваної деякими корпораціями пропаганді проти вільного ПЗ або блокування просування законів, що обмежують поширення ВПЗ.

## Інші використання
Фраза open source initiative також використовується ObjectWeb консорціумом, щоб диференціювати обізнані ринком зусилля від відкритих вихідних проєктів. Прикладом ініціативи відкритого джерела є Ініціатива ESB яку почато ObjectWeb у червні 2004.

## Виноски
1. ↑  Open Source Initiative (OSI) начинает процесс реорганизации. Архів оригіналу за 25 листопада 2011. Процитовано 30 березня 2012.